# Pimpla pamirica
Pimpla pamirica är en stekelart som beskrevs av Dmitriy R. Kasparyan 1974. Pimpla pamirica ingår i släktet Pimpla och familjen brokparasitsteklar. Inga underarter finns listade i Catalogue of Life.